# Candida insectorum
Candida insectorum är en svampart som beskrevs av D.B. Scott , van der Walt & Klift 1972. Candida insectorum ingår i släktet Candida, ordningen Saccharomycetales, klassen Saccharomycetes, divisionen sporsäcksvampar och riket svampar.   Inga underarter finns listade i Catalogue of Life.